# Putílivka
Putílivka (en (ucraïnès): Путилівка, en rus: Путиловка, Putílovka) és un poble de la República Autònoma de Crimea a Ucraïna, que el 2014 tenia 312 habitants. Pertany al districte de Bakhtxissarai. Fins al 1945 la vila es deia Iandjó.

## Població
Segons les dades del 2001 la composició de la població de la vila de Putílivka d'acord amb la llengua que empren és la següent:
| Llengua  | %     |
| -------- | ----- |
| Rus      | 63,13 |
| Ucraïnès | 17,19 |
| Tàtar    | 2,19  |
| Belarús  | 1,56  |
| Altres   | 0,62  |